# Manele
Manele (singolare: "Manea")  è un genere musicale balcanico di creazione contemporanea. Questo genere si è particolarmente sviluppato nel Sud-Est europeo e viene generalmente considerato dagli intellettuali come una forma di sottocultura. Si tratta di un fenomeno musicale che è presente in Turchia, Bulgaria, Serbia, Romania, Bosnia, Montenegro, Grecia, Ungheria e in Albania.

## Caratteristiche
Manele è un mix di musiche orientali che hanno le radici nella musica culturale turca. Denotano una forte influenza balcanica con connotazioni di origine zingara che spesso trattano di temi come l'amore, i nemici, i soldi, l'alcolismo e le difficoltà della vita in genere, o di eventi quali feste, nozze, e funerali.  

## Impatto culturale
Il manele è riscontrato generalmente in tutti gli strati della società balcanica.

## Contenuti dei testi
Il tema dominante nei testi delle canzoni manele è l'amore, spesso difficile o contrastato. Alcune canzoni contengono anche dei testi di temi come il vanto delle doti sessuali, della superiore intelligenza del capo, della capacità di attrarre i membri del sesso opposto con l'ausilio della bella macchina e della ricchezza. A volte tutti questi concetti sono espressi in un'unica canzone. Altre volte incitano alla delinquenza, soprattutto ai furti perseguiti all'estero. Alcuni cantanti usano intenzionalmente delle rime ripetute, semplicistiche e spesso sgrammaticate, a volte con contenuti esplicitamente sessuali e misogini.